# Karakterdans

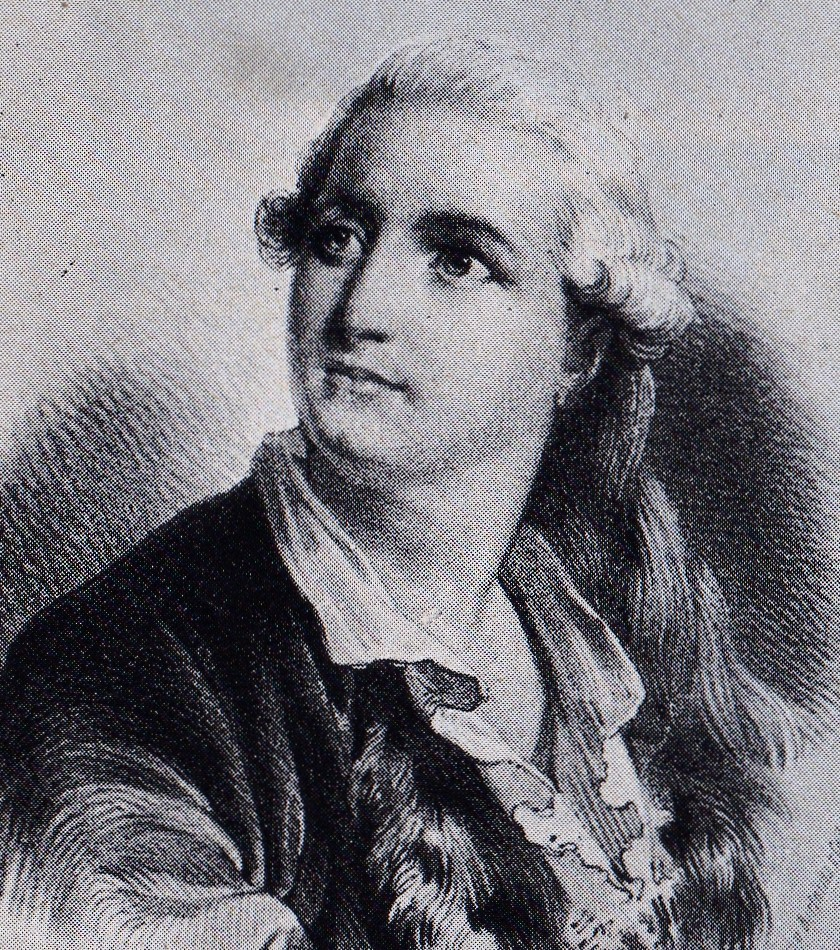
Choreograaf Jean Dauberval

Karakterdans, danse caractère of character dance is een danssoort die is gebaseerd op traditionele volksdansen.
De karakterdans bestaat uit verschillende dansen, getransformeerd tot choreografieën die in een theatervoorstelling of een balletvoorstelling kunnen worden ingepast. De karakterdans maakt deel uit van de klassieke dans.
De karakterdans werd ontwikkeld door Jean Dauberval (1742-1806) ten tijde van de Franse Revolutie. Karakterdansen worden meestal gedanst op schoenen met suède zool en lage hakjes. Behalve in Frankrijk werd eerder in Rusland, onafhankelijk van het werk van Dauberval maar nadien ook geïnspireerd door zijn werk, een gelijksoortig oeuvre ontwikkeld door verschillende choreografen.
De term karakterdans verwijst naar de groteske volkse karakters die werden uitgebeeld, tegenover de adellijke "verfijnde" klassieke balletrollen.